# Aphis valerianae
Aphis valerianae är en insektsart som beskrevs av Cowen 1895. Aphis valerianae ingår i släktet Aphis och familjen långrörsbladlöss. Inga underarter finns listade i Catalogue of Life.